# Рей, Луи
Луи Теофиль Рей (фр. Louis Rey; 27 февраля 1852, Страсбург — 14 мая 1915, Женева) — швейцарский скрипач и педагог эльзасского происхождения.
Учился в своём родном городе у Симона Шведерле. Играл в Оркестре Ламурё и в Монте-Карло. В 1880-е гг. обосновался в Женеве, где на протяжении 30 лет играл в оркестре Большого театра. В 1885—1898 гг. руководил также струнным квартетом, затем играл в фортепианном Трио Ребергов вместе с братьями Вилли и Адольфом Ребергами, некоторое время также играл вторую скрипку в квартете Анри Марто.
Наибольшей известностью Рей пользуется как один из первых учителей Эрнеста Блоха и Альфреда Пошона.
Младший брат — Эмиль Рей (1859—1922), музыкальный педагог и вторая скрипка в струнном квартете своего брата.